# Filmfare Award/Beste Nebendarstellerin
Der Filmfare Best Supporting Actress Award wird vom Filmfare-Magazin verliehen und ist eine Preiskategorie der jährlichen Filmfare Awards für Hindi-Filme. Der Preis wurde zum ersten Mal im Jahre 1955 verliehen. Mehrfache Preisträger sind Nirupa Roy, Farida Jalal und Jaya Bachchan, die jeweils drei Preise gewonnen haben.
Liste der Preisträger und der Filme, für die sie gewonnen haben:
| Jahr | Schauspielerin     | Film                           | Deutscher Titel                                                  |
| ---- | ------------------ | ------------------------------ | ---------------------------------------------------------------- |
| 1955 | Usha Kiran         | Baadbaan                       | —                                                                |
| 1956 | Nirupa Roy         | Munimji                        | —                                                                |
| 1957 | Vyjayantimala      | Devdas                         | —                                                                |
| 1958 | Shyama             | Sharada                        | —                                                                |
| 1959 | Nalini Jaywant     | Kala Pani                      | —                                                                |
| 1960 | Lalita Pawar       | Anari                          | —                                                                |
| 1961 | Nanda              | Aanchal                        | —                                                                |
| 1962 | Nirupa Roy         | Chhaya                         | —                                                                |
| 1963 | Shashikala         | Aarti                          | Aarti                                                            |
| 1964 | Shashikala         | Gumrah                         | —                                                                |
| 1965 | Nirupa Roy         | Shehnai                        | —                                                                |
| 1966 | Padmini            | Kaajal                         | —                                                                |
| 1967 | Simi Garewal       | Do Badan                       | —                                                                |
| 1968 | Jamuna             | Milan                          | —                                                                |
| 1969 | Simi Garewal       | Saathi                         | —                                                                |
| 1970 | Tanuja             | Paisa Ya Pyaar                 | —                                                                |
| 1971 | Chand Usmani       | Pehchan                        | —                                                                |
| 1972 | Farida Jalal       | Paras                          | —                                                                |
| 1973 | Zeenat Aman        | Haré Rama Haré Krishna         | —                                                                |
| 1974 | Raakhee            | Daag                           | —                                                                |
| 1975 | Durga Khote        | Bidaai                         | —                                                                |
| 1976 | Nadira             | Julie                          | —                                                                |
| 1977 | Kajri              | Balika Badhu                   | —                                                                |
| 1978 | Asha Sachdev       | Priyatama                      | —                                                                |
| 1979 | Reena Roy          | Apnapan                        | —                                                                |
| 1980 | Helen              | Lahu Ke Do Rang                | —                                                                |
| 1981 | Padmini Kolhapure  | Insaf Ka Tarazu                | —                                                                |
| 1982 | Supriya Pathak     | Kalyug                         | —                                                                |
| 1983 | Supriya Pathak     | Bazaar                         | —                                                                |
| 1984 | Rohini Hattangadi  | Arth                           | —                                                                |
| 1985 | Aruna Irani        | Pet Pyaar Aur Paap             | —                                                                |
| 1986 | Nutan              | Meri Jung                      | —                                                                |
| 1987 | Kein Preis         |                                |                                                                  |
| 1988 | Kein Preis         |                                |                                                                  |
| 1989 | Sonu Walia         | Khoon Bhari Maang              | —                                                                |
| 1990 | Raakhee            | Ram Lakhan                     | —                                                                |
| 1991 | Rohini Hattangadi  | Agneepath                      | —                                                                |
| 1992 | Farida Jalal       | Henna                          | —                                                                |
| 1993 | Aruna Irani        | Beta                           | —                                                                |
| 1994 | Amrita Singh       | Aaina                          | —                                                                |
| 1995 | Dimple Kapadia     | Krantiveer                     | —                                                                |
| 1996 | Farida Jalal       | Dilwale Dulhania Le Jayenge    | Dilwale Dulhania Le Jayenge – Wer zuerst kommt, kriegt die Braut |
| 1997 | Rekha              | Khiladiyon Ka Khiladi          | —                                                                |
| 1998 | Karisma Kapoor     | Dil To Pagal Hai               | Dil To Pagal Hai – Mein Herz spielt verrückt                     |
| 1999 | Rani Mukerji       | Kuch Kuch Hota Hai             | Und ganz plötzlich ist es Liebe …                                |
| 2000 | Sushmita Sen       | Biwi No. 1                     | —                                                                |
| 2001 | Jaya Bachchan      | Fiza                           | —                                                                |
| 2002 | Jaya Bachchan      | Kabhi Khushi Kabhie Gham       | In guten wie in schweren Tagen                                   |
| 2003 | Madhuri Dixit      | Devdas                         | Devdas – Flamme unserer Liebe                                    |
| 2004 | Jaya Bachchan      | Kal Ho Naa Ho                  | Lebe und denke nicht an morgen                                   |
| 2005 | Rani Mukerji       | Yuva                           | Yuva                                                             |
| 2006 | Ayesha Kapoor      | Black                          | —                                                                |
| 2007 | Konkona Sen Sharma | Omkara                         | Omkara                                                           |
| 2008 | Konkona Sen Sharma | Life in a… Metro               | Metro: Die Liebe kommt nie zu spät                               |
| 2009 | Kangana Ranaut     | Fashion                        | —                                                                |
| 2010 | Kalki Koechlin     | Dev.D                          | —                                                                |
| 2011 | Kareena Kapoor     | We Are Family                  | We Are Family                                                    |
| 2012 | Rani Mukerji       | No One Killed Jessica          | —                                                                |
| 2013 | Anushka Sharma     | Jab Tak Hai Jaan               | Solang ich lebe – Jab Tak Hai Jaan                               |
| 2014 | Supriya Pathak     | Goliyon Ki Raasleela Ram-Leela | Ram-Leela                                                        |
| 2015 | Tabu               | Haider                         | —                                                                |
| 2016 | Priyanka Chopra    | Bajirao Mastani                | Bajirao & Mastani – Eine unsterbliche Liebe                      |